# Anne Feinsilber
Anne Feinsilber est une réalisatrice, scénariste et productrice française de cinéma et de télévision née à Paris en 1970.

## Biographie
Dans les années 1990, Anne Feinsilber travaille comme directrice de production dans plusieurs sociétés de production documentaire. En 1998 elle s'installe à New York où elle réside pendant sept ans et réalise plusieurs documentaires pour la télévision américaine. 
En 2005, elle co-écrit avec Jean-Christophe Cavallin un long-métrage, Requiem for Billy the Kid, qu'elle réalise avec Kris Kristofferson et Arthur H, sur une musique de Claire Diterzi. Le film, sélectionné au festival de Cannes en 2006, raconte la vie de Billy the Kid en mélangeant fiction et documentaire.
Elle est membre du Collectif 50/50 qui a pour but de promouvoir l'égalité des femmes et des hommes et la diversité sexuelle et de genre dans le cinéma et l'audiovisuel,.

## Filmographie

### Réalisatrice
- 2001: Bravo Profiles: Anthony Hopkins (documentaire, 45', Bravo Channel[6])
- 2003 : Driven : Enrique Iglesias (documentaire, 45', VH1[7])
- 2004 : Extreme Evidence épisode 117 "Blackout" (documentaire, 30')
- 2005 : Extreme Evidence épisode 123 "Outbreak" (documentaire, 30')

- 2006 : Requiem for Billy the Kid (documentaire, 90')
- 2010 : Made in Hollywood (documentaire, 52', ARTE)
- 2013 : Hard Times (documentaire)

### Scénariste
- 2001: Bravo Profiles: Anthony Hopkins (documentaire, 45', Bravo Channel[6])
- 2003 : Driven : Enrique Iglesias (documentaire, 45', VH1[7])

- 2004 : Extreme Evidence épisode 117 "Blackout" (documentaire, 30')
- 2005 : Extreme Evidence épisode 123 "Outbreak" (documentaire, 30')

- 2006 : Requiem for Billy the Kid (documentaire, 90')
- 2010 : Made in Hollywood (documentaire, 52', ARTE)
- 2013 : Hard Times (documentaire)
- 2021 : La  chance de ta vie, 8 épisodes (co-écrit avec David Elkaïm et Vincent Poymiro)

### Productrice
- 2001 : I Am Josh Polonski's Brother de Raphaël Nadjari
- 2001 : The Mark of Cain de Alix Lambert
- 2001 : La Traversée de Sébastien Lifshitz
- 2008 : The Persecution and Assassination of Dr. Israel Kasztner de Gaylen Ross